# Mount Gambier
Mount Gambier ist eine Stadt mit 26.148 Einwohnern im südöstlichsten Eck des australischen Bundesstaats South Australia und liegt etwa auf der halben Fahrstrecke zwischen Adelaide und Melbourne.
Bekannt ist Mount Gambier für seine vulkanischen Maarseen am gleichnamigen Vulkan Mount Gambier, insbesondere den „Blue Lake“. Dieser See nimmt in den wärmeren Monaten eine intensive, unnatürlich erscheinende Blaufärbung an, die auf veränderter Lichtbrechung durch aufsteigende kleinste Mineralkörner von Kalziumkarbonat beruhen soll. Außerdem gibt es in Mount Gambier und der nahen Umgebung zahlreiche Sink Holes, die durch den geologischen Prozess der Verkarstung, einer Auswaschung des Kalksteins durch Wasser, entstanden. Diese Landschaftsformen werden meistens als begehbarer Garten zur Touristenattraktion gemacht.
Neben Holz- und Landwirtschaft ist der Tourismus die wichtigste Einnahmequelle der Region.
In der Nähe befinden sich zahlreiche Sehenswürdigkeiten. Etwa 20 km südlich von Mount Gambier befinden sich die Ewen Ponds, drei bis zu 15 m tiefe glasklare Süßwasserkolks, die von den Einheimischen zum Tauchen benutzt werden. Weiter südlich an der Küste befindet sich der Ort Port MacDonnell, der Heimathafen von Australiens größter Hummerflotte.
In einem Museum befindet sich die 1986 fertiggestellte Nachbildung der 1799 erbauten Lady Nelson, die  im Jahr 1800 erstmals in Australien kurz anlegte. Sie ist, anders als die Nachbildung von 1988, die im Hafen von Hobart ankert, nicht seetüchtig.

## Söhne und Töchter der Stadt
- Tom Arden (1961–2015), Fantasy-Schriftsteller
- Kasey Chambers (* 1976), Countrysängerin
- Sir Robert Helpmann (1909–1986), Bühnen- und Charakter-Schauspieler, Tänzer und Choreograf
- Pauline Manser (* 1969), Volleyballnationalspielerin und -trainerin
- Jenna McCormick (* 1994), Fußballnationalspielerin
- Josip Skoko (* 1975), Fußballspieler